# Enric Bernat
Enric Bernat (Barcelona, 20 oktober 1923 - 27 december 2003) was een Catalaanse zakenman en oprichter van de lollyfabrikant Chupa Chups.
- Union List of Artist Names: 500471620